# Bryobia obihsaphedi
Bryobia obihsaphedi är en spindeldjursart som beskrevs av P. Mitrofanov 1968. Bryobia obihsaphedi ingår i släktet Bryobia och familjen Tetranychidae. Inga underarter finns listade.